# Rue Antoine Vandergoten
La rue Antoine vandergoten est une ruelle bruxelloise de la commune d'Auderghem qui relie la chaussée de Wavre à l'avenue Henri de Brouckère sur une longueur de 150 mètres.

## Historique et description
L’Atlas des Communications Vicinales (1843) mentionne ce petit sentier sous le n° 43. Il court de l’actuelle chaussée de Wavre à l’actuelle avenue du Kouter. Il correspond au tracé de la rue Vandergoten. Il a conservé à certains endroits la largeur d'antan de 1,65 m. Le sentier qui monte de l'avenue Henri de Brouckère vers avenue du Kouter en faisait partie; une maison qui y fut construite est à présent domiciliée avenue du Kouter.
Le 7 décembre 1932, la commune attribua le nom de Antoine Vandergoten à cette rue.
- Premier permis de bâtir délivré le 25 septembre 1931 pour le n° 8.